# Либос
Либос (грч. Λιψ) је у грчкој митологији био Еојин и Астрејев син.

## Митологија
Либос је грчко божанство југозападног ветра. Овакав ветар је за собом носио облаке, али је често и ведрио небо. Често је деловао упоредо са Анемосом Аргестом. Његов римски пандан је Афер Вентус ("Афрички ветар"), или Африкус, вероватно тако назван будући да се Африка налази југозападно од Италије. Претпоставља се да је име пандана изведено од имена северноафричког племена Афри.

## Приказивање
Често је приказиван као младић који се држи за крму брода, вероватно јер је југозападни ветар дувао у луци Пиреј, спречавајући бродове да из луке изједре.

## Родослов
Конкретне везе је имао са осталим боговима ветрова, тј. са његово седморо браће:
- Апелиотес, југоиточни ветар;
- Бореј, силовити северни ветар;
- Нотос, јужни ветар, топао и влажан;
- Еурос, сув источни ветар који носи лепо време;
- Зефир, нежан и благ западни ветар;
- Каикос, североисточни ветар који у рукама носи маслине;
- Скирон, северозападни ветар који у руци носи урну пуну воде, увек спреман да је излије на земљу.